# Bărza Reka, Kărdjali
Bărza Reka (în bulgară Бърза Река) este un sat în comuna Cernoocene, regiunea Kărdjali,  Bulgaria. 

## Demografie
Componența etnică a satului Bărza Reka
     Turci (98%)
     Nicio identificare (2%)
     Altele (0%)
La recensământul din 2011, populația satului Bărza Reka era de 50 locuitori. Din punct de vedere etnic, majoritatea locuitorilor (98,0%) erau turci. Pentru 2,0% din locuitori nu este cunoscută apartenența etnică.